# Jan Květoslav Klumpar
Jan Květoslav Klumpar (4. května 1826 Chrast – 11. září 1909 Hradec Králové) byl český filolog, středoškolský učitel klasických jazyků, ředitel gymnázií, autor učebnic a příležitostný básník. Jako pedagog a ředitel škol byl podle dostupných zdrojů velmi schopný a uznávaný. Nejdéle působil v Hradci Králové.

## Rodina
Ženou Jana Květoslava Klumpara byla Amalie Klumparová (16. května 1831 – 11. prosince 1877) ,která byla pohřbena stejně jako později její choť na hřbitově Zámeček v Třebši. Na hřbitově byly pohřbeny i jejich děti, které se nedožily dospělosti: Ludmila (zemřela 3. června 1860), Jaroslav (zemřel 5. září 1867), Zdenka (zemřela 7. března 1868) a Rudolf (10. ledna 1873). Dvě děti se dožily dospělosti – lékař a dlouholetý primář nemocnice v Hradci Králové a jeden z tvůrců moderního Hradce Otakar Klumpar a také Ladislav Klumpar, pražský právník a politik. Když Jan Květoslav ovdověl, bylo Ladislavovi 14 let a žil dál sám s otcem.
Jan Květoslav měl mladšího bratra, který se jmenoval Alois Dionys (narozen 1828) a studoval na varhanní škole v Praze. Vyučil se hudbě a stal se kapelníkem v Rusku. Vytvořil i několik vojenských pochodů.

## Život

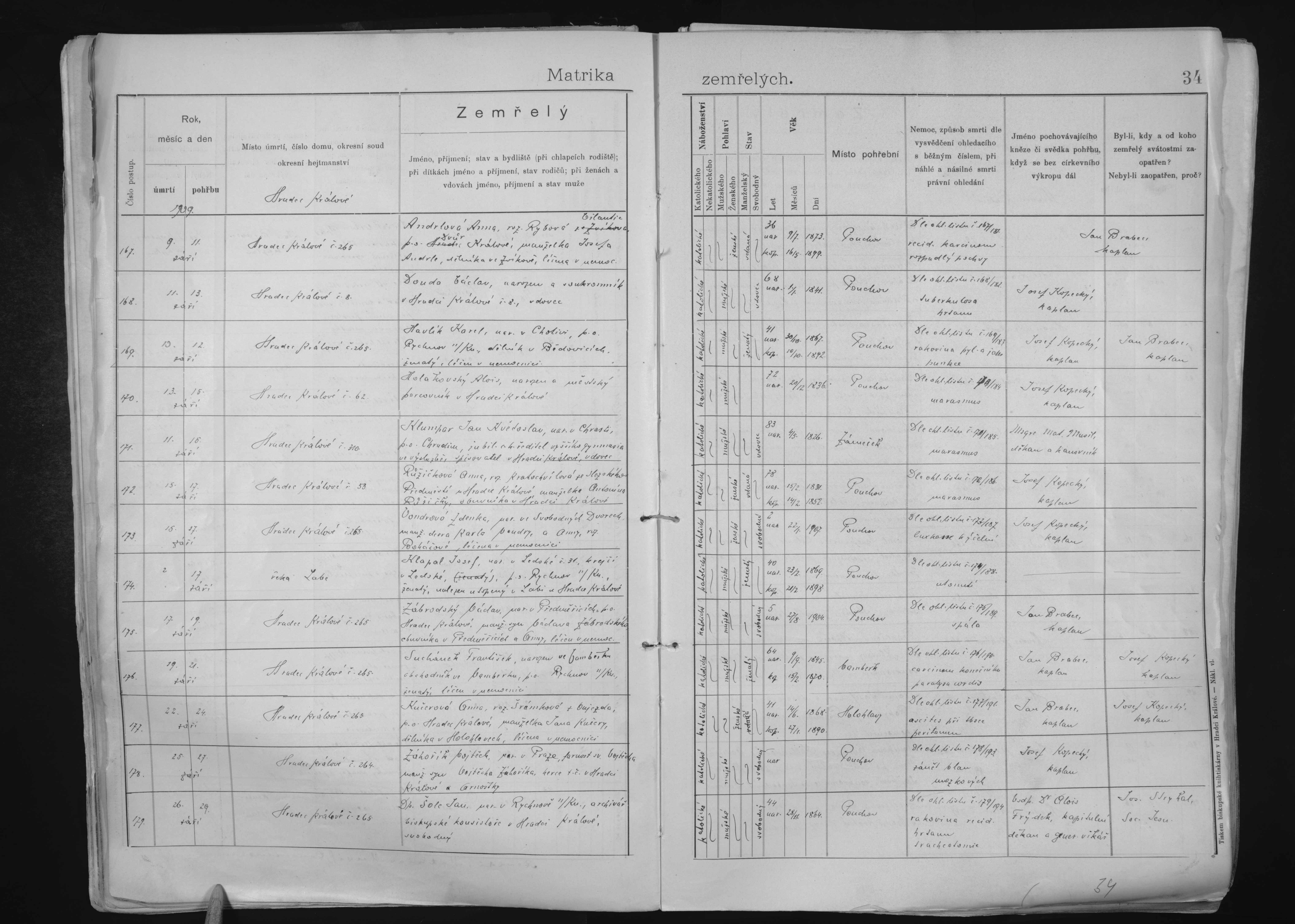
Zápis z matriky o úmrtí Jana Květoslava Klumpara z roku 1909

### Studia
Jan Květoslav Klumpar získal první školní vzdělání na farní škole v rodném Chrastu ve východních Čechách. Učil jej tam Jan Filcík (1785–1837). Poté studoval hlavní školu a první ročník piaristického gymnázia v Litomyšli. Pokračoval na gymnáziu v Hradci Králové (druhý až šestý ročník), kde tehdy školu vedl Václav Kliment Klicpera a učil např. Josef Chmela. (Biografický lexikon Rakouska z roku 1864 chybně v této souvislosti uvádí Litoměřice). Nejvyšší gymnaziální třídy (studium filosofie) vystudoval v Praze v letech 1847–1848. Poté studoval jeden rok teologii (bohoslovecký seminář) v Hradci Králové. V roce 1849 v Praze studoval na tehdy nově vzniklé filozofické fakultě filologii, zejména navštěvoval Čelakovského přednášky o slovanských jazycích. Rozhodl se pro učitelskou dráhu v oboru klasické filologie.

### Kariéra
Od roku 1850 se stal suplujícím na malostranském a poté Akademickém gymnáziu na Starém Městě v Praze a gymnáziu v Jindřichově Hradci (1851–1852). V letech 1853–1857 byl učitelem na tehdy nově vzniklém gymnáziu v Jihlavě. Nejprve byl tzv. skutečným učitelem, od roku 1856 profesorem. V roce 1856/1857 se stal ředitelem nově vzniklého gymnázia v Lugoji (Lugoši) v Banátu, na území dnešního Rumunska, tehdy však stále součásti habsburské monarchie. Už v roce 1858 byl však převeden na Slovensko (tehdy Uhry) do Skalice, kde se stal ředitelem tamního státního gymnázia. Ve Skalici se mu v roce 1860 narodil syn Otakar. Učil tam do podzimu 1861, protože právě od roku 1861 byli čeští ředitelé vzhledem k politické situaci z uherské části monarchie stahováni a dáváni do tzv. disponibility. Klumpar se stal učitelem v Jindřichově Hradci, kde se mu roku 1863 narodil syn Ladislav. V roce 1862 zde byl také zvolen starostou nově vzniklého českého pěveckého spolku.
V roce 1867 se po letech přestěhoval zpět do Hradce Králové, když se mu podařilo opět získat ředitelskou pozici, kterou už zastával v Zalitavsku. Ředitelem gymnázia v Hradci Králové (vystřídal Tomáše V. Bílka) byl nakonec v letech 1867–1888, tedy přes 20 let až do penzionování (odchodu do výslužby) dne 27. května 1888. V době Klumparova ředitelování na škole studovala řada později významných osobností: např. politik Alois Rašín (maturoval 1886) či spisovatel Alois Jirásek, který o něm psal ve svém díle Z mých pamětí (Klumpara zažil v rámci suplování a školních výletů). Přímo u maturity Klumpara zažil básník a politik Josef Svatopluk Machar, na což vzpomínal ve své knize Konfese literáta. Klumpar podporoval pořádání školních výletů, kterých se jako pedagog také účastnil. Byl i příznivcem studentských hudebních aktivit a produkcí. Svého času také vykonával pozici školního inspektora.
Společně s profesorem vyšší reálné školy Bedřichem Vilémem Spiessem v roce 1876 založil Spolek pro podporu chudých studentů. Spolek jim přispíval na stravu, oblečení i bydlení a školní potřeby. Financován byl z darů a z pořádání dobročinných hudebních akcí a zábav.
Když v roce 1876 zemřel František Palacký, za Hradec Králové se pohřbu zúčastnil starosta Karel Collino, dva radní a právě ředitel gymnázia Klumpar. Z jeho iniciativy byly v Hradci Králové slouženy zádušní mše za Josefa Jungmanna, F. L. Čelakovského a V. K. Klicperu. V roce úmrtí prof. Karla Rokytanského (1878) byl jedním z aktivních aktérů výboru pro přípravy oslav tohoto lékaře, rodáka z Hradce Králové. V červenci 1901 byl hostem na slavnostním odhalení Erbenova pomníku v Miletíně.
Po ukončení práce na gymnáziu v roce 1888 se začal věnovat mnohým literárním aktivitám, ačkoliv činný v tomto oboru byl už dříve (viz dále).
V Hradci Králové bydlel na Malém náměstí (čp. 112), odkud se přestěhoval na Eliščino nábřeží (čp. 310). Zemřel v Hradci Králové a pohřben byl na hřbitově Zámeček na Kopci sv. Jana u kostela sv. Jana Křtitele.

## Dílo
Jan Květoslav Klumpar byl rovněž literárně činný.
Sepsal zejména několik učebnic:
- Skladba jazyka latinského pro gymnazisty (1863, vydáno v Praze)[5][6][12]
- Cvičebná kniha ku překládání z češtiny na jazyk latinský pro III. gymnasijní třídu (1866)[5][6]
- Cvičebná kniha ku překládání z češtiny na jazyk latinský pro IV. gymnasijní třídu (1869[5][6], 1877 druhé nezměněné vydání)[27] – byla stejně jako obdobná kniha pro třetí třídu používána další čtvrt století[2]

Po odchodu do důchodu spolupracoval na první české encyklopedii – Riegrově Slovníku naučném, kam přispíval hesly o Rumunsku a méně známých latinsky píšících básnících doby renesance.
Již dříve psal a někdy rovněž otiskoval v časopisech veršované proslovy, např. k divadelním představením. Podle rodiště používal pseudonym Chrastecký, konkrétně Jan K. Chrastecký, Jan Květoslav K. Chrastecký či Květoň Chrastecký. Pod pseudonymy, resp. přídomkem také přispíval do časopisů Lumír, Škola a život, Hlasy Slováků, Slovenské noviny i časopisu Ratibor, vycházejícího v Hradci Králové. V Lumíru v roce 1854 vyšla poměrně rozsáhlá skladba Výpisky ze starých papírů starého študenstva. Po V. K. Klicperovi a dalších osobnostech pokračoval na základě zadání městským zastupitelstvem v práci na Pamětech královéhradeckých, tedy psaní městské kroniky. Tomu se věnoval po smrti Kristiana Stefana, za něhož zpracoval období let 1884–1892. Podle Tolmana zpracovával městskou kroniku za roky 1863–1880. Jiné údaje udávají, že zpracoval pro kroniku dějiny gymnázia za roky 1866–1880. V době, kdy pobýval v Jindřichově Hradci, vydal veršovanou práci gratulant Listy vděčnosti, lásky a přátelství (1864).